# Mashū-See

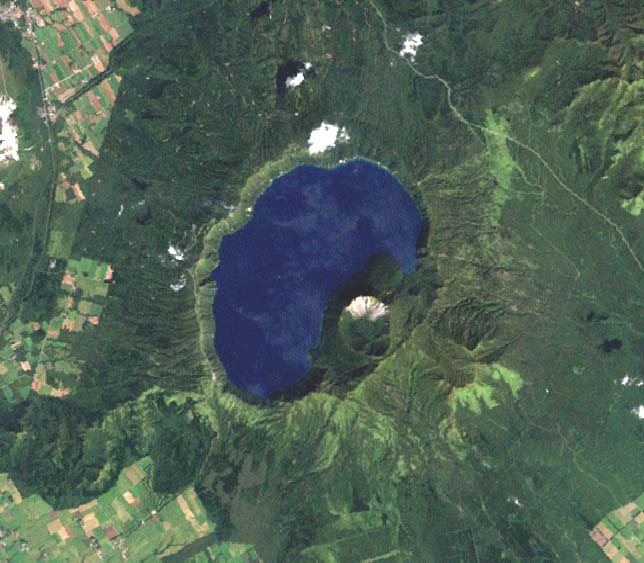
Landsat-Aufnahme des Sees von 1999

Der Mashū-See (japanisch 摩周湖 Mashū-ko) ist ein Caldera-See auf einem inaktiven Vulkan Mashū. Er liegt im Akan-Mashū-Nationalpark in der Gemeinde Teshikaga in der Unterpräfektur Kushiro im Osten der Insel Hokkaidō in Japan.

## Übersicht
Der 19,2 km² große und 20 km im Umfang messende See ist bis zu 211,4 m tief. In der Mitte liegt die 110 m lange und 40 m breite Insel Kamuishu (カムイシュ島). Am Ostufer liegt der Vulkankegel Mashū-dake (摩周岳; Ainu カムイヌプリ Kamuy-nupuri, deutsch ‚Götterberg‘).
Der Mashū-See ist berühmt für sein klares Wasser, das im Jahr 1931 40 m Sicht erlaubte und damit den Baikalsee übertraf. Heute werden Sichtweiten um 20 m gemessen. Das Aussetzen zweier Forellenarten sowie Luftverschmutzung werden die Sichtweite vermutlich weiter verschlechtern. Sein sehr klares Wasser verdankt der 351 m über dem Meeresspiegel gelegene See dem Umstand, dass er ausschließlich aus Schmelz- und Regenwasser gespeist wird und nahezu keine Flora und Fauna unterstützt. Einen Abfluss hat der Mashū-See nicht.
Den Ainu ist der Kamuy-to (wörtlich „Göttersee“) heilig. Noch heute veranstalten Ainu alljährlich in einer Sommernacht am See eine Feier.
Bekannt ist er außerdem dafür, dass Wolken und Nebel selten eine ganz freie Sicht auf den See zulassen. Vermutlich als Trost heißt es, gutes Wetter und freie Sicht am Mashū-See bedeute für ein Pärchen Ungutes.